# Vlag van Zutendaal
De vlag van Zutendaal werd door de gemeenteraad op 11 mei 1987 officieel vastgesteld als de gemeentelijke vlag van de Belgisch Limburgse gemeente Zutendaal. Op 1 maart 1988 werd hij door het Bestuur van Vlaanderen bevestigd en uiteindelijk gepubliceerd op 16 september 1988 in het officiële Belgisch Staatsblad.
Officieel wordt de vlag beschreven als:
Vier even lange banen van blauw, van wit, van rood en van geel
De kleuren van de vlag zijn afkomstig op het gemeentewapen.

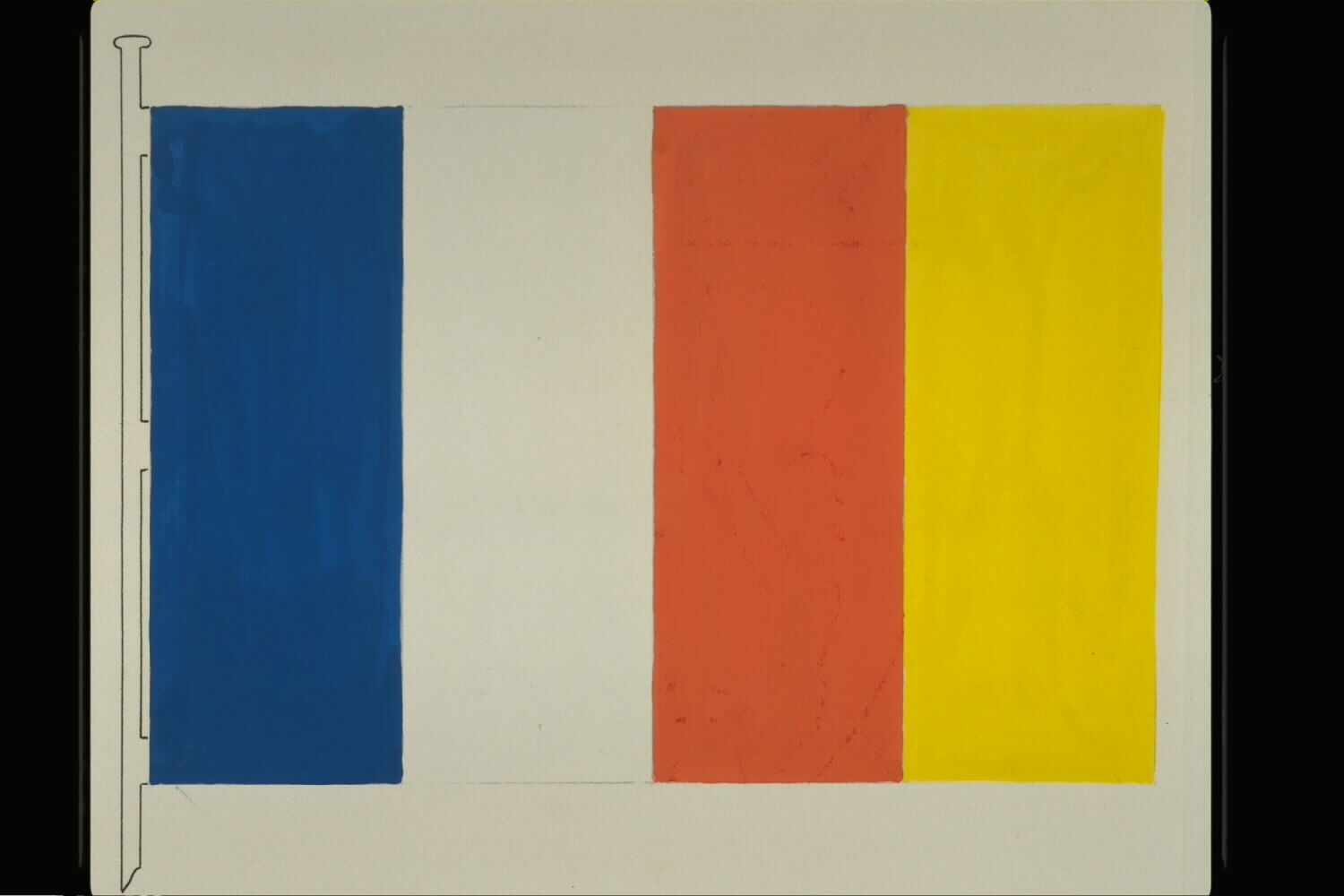
Officiële tekening van de vlag